# Apostel-Paulus-Kirche (Bielefeld)

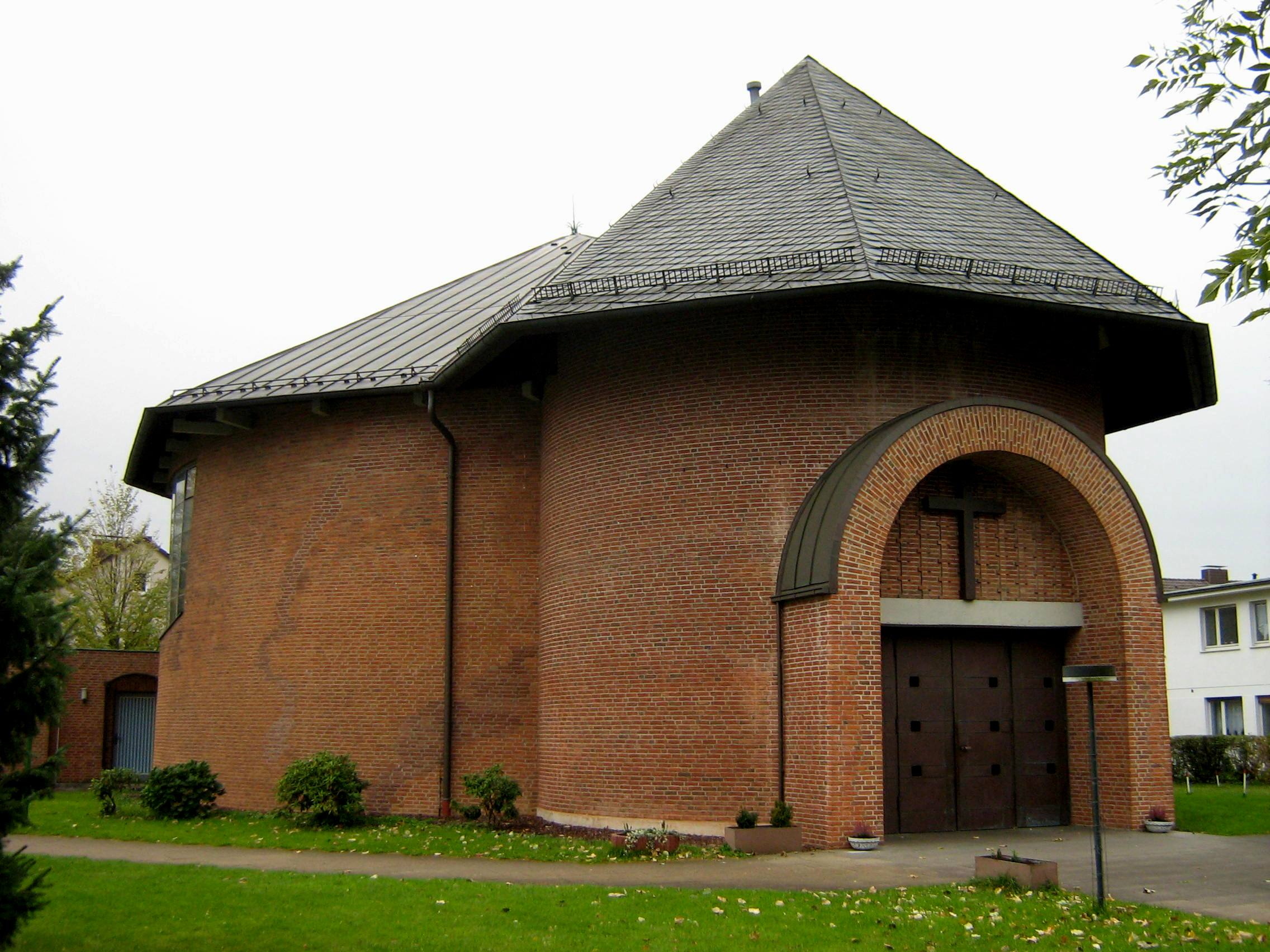
Apostel-Paulus-Kirche

Die Apostel-Paulus-Kirche ist ein Kirchengebäude in Bielefeld, das 1961–1962 als evangelische Lukaskirche erbaut wurde und seit 2002 von der Bielefelder Gemeinde Apostel-Paulus der Griechisch-orthodoxen Metropolie von Deutschland als Kirche genutzt wird.

## Geschichte
Zum 1. Januar 1962 wurde aus dem Lukas-Kirchbezirk der Paulusgemeinde eine selbstständige Gemeinde und am Sonntag, dem 17. März 1963 wurde das Gebäude eingeweiht. Jedoch bereits 1967 zeichnete sich ein dramatischer Rückgang der Besucherzahlen der Gottesdienste aus.
2002 wurde das Gebäude an die griechisch-orthodoxe Gemeinde Apostel-Paulus übergeben.

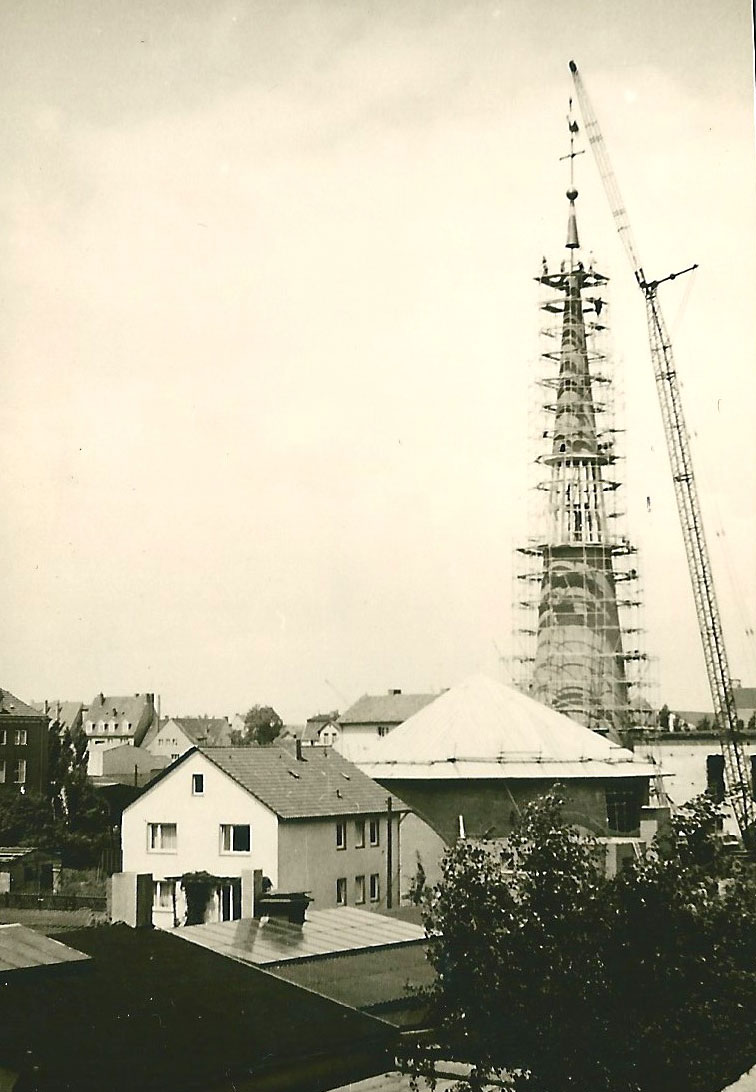
Aufsetzen der Turmspitze der Lukaskirche Bielefeld, ca. 1963.

## Architektur
Die Kirche wurde mit einem Turm erbaut, welcher aber später aufgrund von Statikproblemen wieder abgetragen wurde. Entworfen wurde die Kirche von Denis Boniver. Errichtet wurde das Gebäude von der Baufirma Werner Langenscheidt, Hoch- und Stahlbetonbau aus Bielefeld.